# Auquemesnil
Auquemesnil är en kommun i departementet Seine-Maritime i regionen Normandie i norra Frankrike. Kommunen ligger i kantonen Envermeu som tillhör arrondissementet Dieppe. År 2018 hade Auquemesnil 260 invånare.

## Befolkningsutveckling
Antalet invånare i kommunen Auquemesnil
| Referens: INSEE |